# Колфилд, Джеймс, 7-й виконт Чарлмонт
Полковник Джеймс Альфред Колфилд, 7-й виконт Чарлмонт (англ. James Caulfeild, 7rd Viscount Charlemont; 20 марта 1830 — 4 июля 1913) — ирландский пэр и военный.

## Ранний период жизни
Джеймс Альфред Колфилд родился 20 марта 1830 года в Лой-Хаусе в Кукстауне, графство Тирон. Старший сын Эдварда Хьюстона Колфилда (1807—1883) и Шарлотты Гил (? — 1840), дочери Пирса Гила. Его младший брат — Маркус Пирс Фрэнсис Колфилд (1840—1895)), был майором артиллерийского ополчения Среднего Ольстера.
Его дедушкой и бабушкой по отцовской линии были достопочтенная Гарриет Крофтон (дочь сэра Эдварда Крофтона, 2-го баронета, и Энн Крофтон, 1-й баронессы Крофтон) и Джеймс Колфилд (внук преподобного достопочтенного Чарльза Колфилда, второго сына генерал-майора Уильяма Колфилда, 2-го виконта Чарлмонта).
Он получил образование в Германии.

## Карьера
В 18 лет он поступил на службу в британскую армию и сражался в составе Колдстримского гвардейского полка в Крымской войне, став капитаном. Позже он стал почетным полковником 3-го батальона Королевских Иннискиллингских стрелков.
В 1868 году он был вице-лорд-лейтенантом графства Тирон и главным шерифом графства Тирон. Он также служил заместителем лейтенанта и мировым судьей графства Тирон. Он служил контролером вице-королевского двора в Ирландии (1868—1895) и считался «ярым юнионистом». Контролер двора лорда-лейтенанта Ирландии (1868—1895).
12 января 1892 года после смерти своего троюродного брата Джеймса Колфилда, 3-го графа Чарлмонта (1820—1892), Джеймс Колфилд унаследовал титулы 7-го виконта Чарлмонта в графстве Арма (Пэрство Ирландии) и 11-го барона Колфилда из Чарлмонта в графстве Арма (Пэрство Ирландии). Графский титул, созданный в 1763 году для Джеймса Колфилда, 1-го графа Чарлмонта и 4-го виконта Чарлмонта, прервался.
25 мая 1892 года лорд Чарлмонт был произведен в кавалеры ордена Бани.

## Личная жизнь
2 февраля 1858 года в церкви Атлона (Ирландия) Джеймс Колфилд женился на достопочтенной Аннетте Хандкок (16 апреля 1828 — 10 ноября 1888), дочери Ричарда Хандкока, 3-го барона Каслмейна, и Маргарет Харрис. У супругов родилась одна дочь:
- Достопочтенная Констанция Элизабет Колфилд (1858 — 25 июля 1932), в 1880 году она вышла замуж за Юктера Нокса, 5-го графа Рэнферли, от брака с которым у неё было четверо детей[8].

В 1890-х годах виконт Чарлмонт, как сообщается, купил Кони-Айленд, остров на озере Лох-Ней, Северная Ирландия, который находится примерно в 1 км от берега Магери в графстве Арма, за 150 фунтов стерлингов. Он построил там летний дом в 1895 году.
83-летний виконт Чарлмонт скончался 4 июля 1913 года в Драмкерне, недалеко от Стюартстауна в графстве Тирон. Поскольку у него не было сыновей, титулы перешли к его племяннику Джеймсу Колфилду.